# Hermann Ferdinand Julius Hering

Hermann Hering

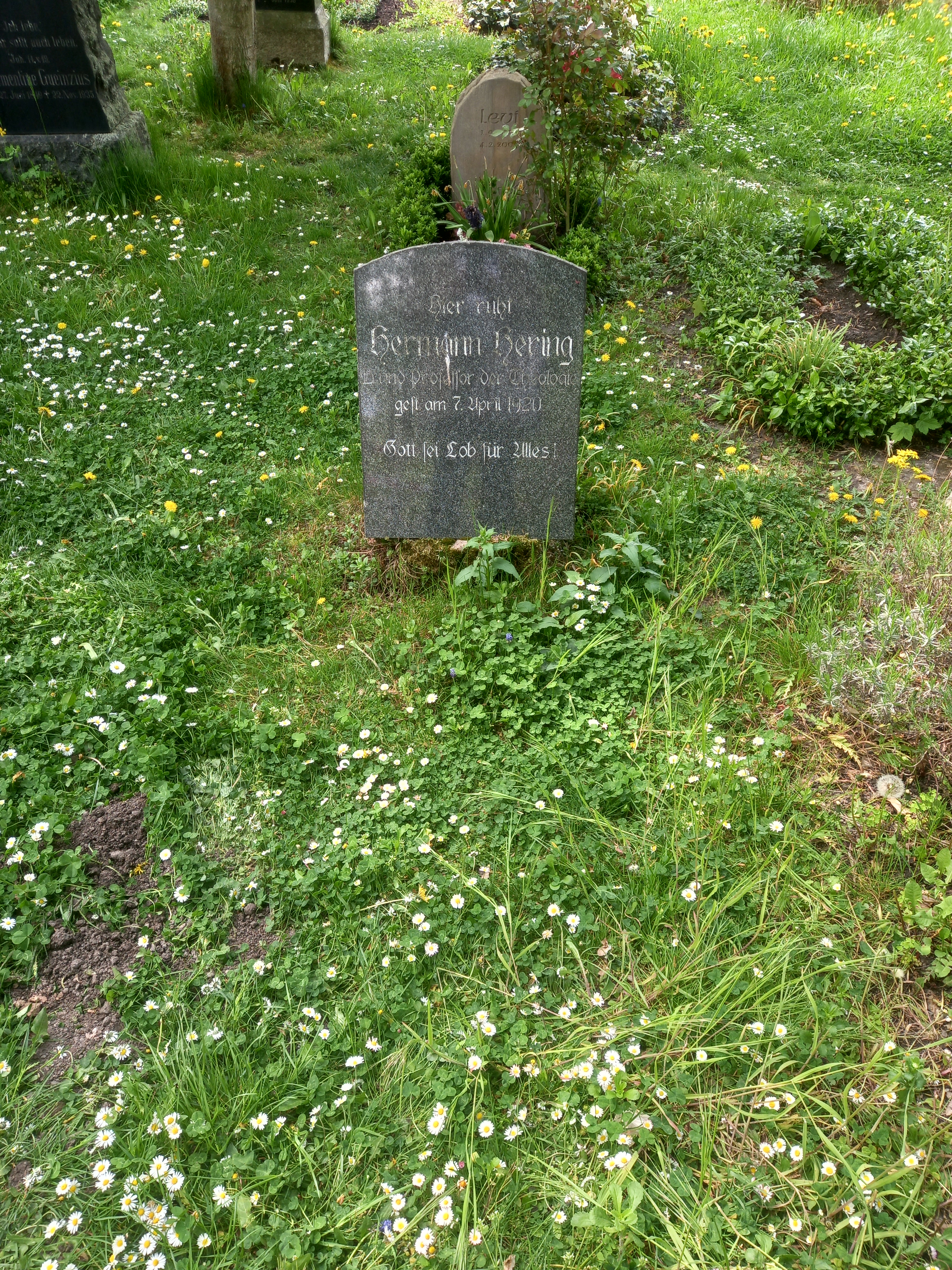
Das Grab von Hermann Ferdinand Julius Hering auf dem evangelischen Laurentiusfriedhof in Halle

Hermann Ferdinand Julius Hering (auch: Hermann Hering; * 26. Februar 1838 in Dallmin; † 7. April 1920 in Halle (Saale)) war ein deutscher evangelischer Theologe.

## Leben
Geboren als Sohn des Kunstgärtners Heinrich Hering, besuchte Hering das Gymnasium in Neuruppin und absolvierte ab 1858 ein Studium der Theologie an der Universität Halle-Wittenberg. Er beendete es 1862 und wurde als Predigtsamtkandidat am 2. Dezember 1863 als Diakon nach Weißensee an die St. Petri und Paulikirche ordiniert. Von dort aus wurde er 1869 zum Archidiakon in Weißenfels erhoben, beteiligte sich im Deutsch-Französischen Krieg als Krankenpfleger und wurde 1874 Oberpfarrer in Lützen und ebenda 1875 Superintendent. Nachdem Hering 1878 den akademischen Grad eines Doktors der Theologie an der Universität Kiel als Hon. erworben hatte, wurde er ordentlicher Professor der Theologie an der Theologischen Fakultät der Universität Halle-Wittenberg.
In Halle war er 1892/93 Rektor der Alma Mater, wurde 1900 Universitätsprediger, 1904 Konsistorialrat und 1908 erfolgte seine akademische Emeritierung.
Hering wurde für seinen Einsatz 1908 mit dem Roten Adlerorden II. Klasse mit Eichenlaub, 1912 mit dem Stern zum Königlichen Kronenorden II. Klasse ausgezeichnet und war bis 1912 Vorsitzender der Gefängnisgesellschaft für die Provinz Sachsen.
Er verfasste verschiedene Aufsätze und Abhandlungen in der Realenzyklopädie für protestantische Theologie und Kirche, was ihn als Vertreter der Positiven Theologie auszeichnete, und in den Theologischen Studien und Kritiken. Zudem beschäftigte er sich intensiv mit der Kirchengeschichte.
Mit seiner in Berlin 1865 geheirateten Frau Jenny Friederike Caroline Auguste, der Tochter des Premierleutnants in Berlin Franz von Schierstadt, wohnte er in der Hallenser Friedrichstraße 16. Aus der Ehe der beiden gingen fünf Kinder hervor. Der Sohn Franz Heinrich Hering (* 5. Februar 1866 in Weißensee; † 14. Juli 1937 in Leipzig) ergriff ebenfalls den Beruf eines Theologen.

## Werke (Auswahl)
- Die Mystik Luthers im Zusammenhang seiner Theologie und in ihrem Verhältnis zur älteren Mystik. 1879
- Libellus fundationis academiae Vitebergensis a. MDXXXVI, ed. H. Hering. Halle 1882
- Die Liebesthätigkeit des Mittelalters nach den Kreuzzügen. Friedr. Andr. Perthes, Halle, 1883
- Luthers Lehre von der Nächstenliebe, 1519–1521. Halle 1883
- Doktor Pomeranus, Johannes Bugenhagen. Ein Lebensbild aus der Zeit der Reformation. 1888
- Hülfsbuch zur Einführung in das liturgische Studium. 1888
- Mitteilungen aus dem Protokoll der Kirchen-Visitation im sächsischen Kurkreise v. J. 1555. Halle 1889
- Zur Jesuitenfrage: D. Lehre von erlaubten Doppelsinn b. Eide. 1891, 1893
- A. F. G. Tholuck. Band 28, 1895
- mit Martin Kähler: D. Heinrich Hoffmann, Pastor zu Laurentii in Halle a.S. Sein Leben, sein Wirken und seine Predigt. 1900
- Lehre von der Predigt. 1905
- Aus dem ersten Jahrhundert des akademischen Gottesdienstes der Friedrichs-Universität in Halle a. S.: Urkundliche Zeugnisse zum Gedächtnis seiner Erneuerung durch König Friedrich Wilhelm III. im Jahre 1806. Max Niemeyer, Halle, 1906